# Джон Дуглас, 9-й маркіз Квінсберрі
Джон Дуглас, 9-й маркіз Квінсберрі (John Douglas, 9th Marquess of Queensberry) — титул у перстві Шотландії. Титул був створений 11 лютого 1682 для Вільяма Дугласа, 3-го графа Квінсберрі (1637—1695). Титул маркіза Квінсберрі носили герцоги Квінсберрі з 1684 по 1810 рік, потім цей титул перейшов до бічної лінії роду Дуглас, в особі Чарльза Дугласа, 5-го баронета, нащадка молодшого сина 1-го графа Квінсберрі.
Першим лордом Драмланріга був Вільям Дуглас (пом. 1427), позашлюбний син Джеймса Дугласа, 2-го графа Дугласа. Його нащадок Вільям Дуглас, 9-й лорд Драмланріг, в 1633 отримав титул 1-го графа Квінсберрі.
Допоміжні титули лорда Квінсберрі: граф Квінсберрі (1633), віконт Драмланріг (1628) і лорд Дуглас з Гоїка і Тібберса (1628). Усі титули є перами Шотландії. Також він був баронетом із Келхеда (з 26 лютого 1668). Старший син і спадкоємець лорда Квінсберрі носить титул віконт Драмланріга, старший син і спадкоємець віконт Драмланріга — титул лорда Драмланріга.
Джон Дуглас, 9-й маркіз Квінсберрі (1844—1900) придумав правила для забороненого тоді боксу (Правила маркіза Квінсберрі).
22 червня 1893 року королева Вікторія надала Френсісу Арчібальду Дугласу (1867—1894), спадкоємцю 9-го маркіза Квінсберрі, титул барона Келхеда (Перство Сполученого Королівства). Френсіс Дуглас помер бездітним наступного року, а титул барона Келхеда припинився.

## Лерди з Драмланріга
- Вільям Дуглас, 1-й лорд Драмланріг (пом. 1427), позашлюбний син Джеймса Дугласа, 2-го графа Дугласа
- Вільям Дуглас, 2-й лорд Драмланріг (пом. 1458), син попереднього
- Вільям Дуглас, 3-й лорд Драмланріг (бл. 1440—1464), син попереднього
- Вільям Дуглас, 4-й лорд Драмланріг (пом. 1484), син попереднього
- Джеймс Дуглас, 5-й лорд Драмланріг (пом. 1498), син попереднього
- Вільям Дуглас, 6-й лорд Драмланріг (пом. 9 вересня 1513), син попереднього
- Джеймс Дуглас, 7-й лорд Драмланріг (пом. 1578), син попереднього
- Джеймс Дуглас, 8-й лорд Драмланріг (пом. 16 жовтня 1615), син сера Вільяма Дугласа і онук 7-го лорда Драмланріга
- Вільям Дуглас, 9-й лорд Драмланріг (пом. 8 березня 1640), син 8-го барона Драмланріга, з 1633 — граф Квінсберрі.

## Графи Квінсберрі (1633)
- 1633—1640 : Вільям Дуглас, 1-й граф Квінсберрі (пом. 8 березня 1640), син 8-го барона Драмланріга
- 1640—1671 : Джеймс Дуглас, 2-й граф Квінсберрі (1622—1671), син 1-го графа Квінсберрі
- 1671—1695 : Вільям Дуглас, 3-й граф Квінсберрі (1637 — 28 березня 1695), син попереднього, 1-й маркіз Квінсберрі з 1682 року, 1-й герцог Квінсберрі з 1684 року.

## Маркізи Квінсберрі (1682) та герцоги Квінсберрі (1684)
- 1682—1695 : Вільям Дуглас, 1-й герцог Квінсберрі (1637 — 28 березня 1695), син 2-го маркіза Квінсберрі
- 1695—1711 : Джеймс Дуглас, 2-й герцог Квінсберрі (18 грудня 1672 — 6 липня 1711), 1708 року — 1-й герцог Дуврський, старший син 1-го герцога Квінсберрі
- 1711—1715 : Джеймс Дуглас, 3-го маркіз Квінсберрі (2 листопада 1697 — 24 січня 1715), другий син 2-го герцога Квінсберрі
- 1715—1778 : Чарльз Дуглас, 3-й герцог Квінсберрі, 4-й маркіз Квінсберрі, 2-й герцог Дувський (1698 — 22 жовтня 1778), третій син 2-го герцога Квінсберрі
- 1778—1810 : Вільям Дуглас, 4-й герцог Квінсберрі, 5-й маркіз Квінсберрі (16 грудня 1725 — 23 грудня 1810), також 3-й граф Марч (1731—1810), єдиний син Вільяча Дугласа (бл. 1696—1731), онук Вільяма Дугласа, 1-го графа Марча (пом. 1705), правнук 1-го герцога Квінсберрі
- З 1810 після смерті бездітного Вільяма Дугласа, 4-го герцога Квінсберрі, 6-м маркізом Квінсберрі став Чарльз Дуглас (1777—1837), 5-й баронет з Келхеда (1783—1837), старший син сера Уїль баронета з Келхеда (1730—1783). А титул герцога Квінсберрі успадкував Генрі Скотт, 3-й герцог Баклю (1746—1812), що став 5-м герцогом Квінсберрі. Генрі Скотт був сином Френсіса Скотта, графа Далкейта, і Керолайн Кемпбелл, і онуком Френсіса Скотта, 1-го графа Далкейта, і Леді Джейн Дуглас, дочки Джеймса Дугласа, 2-го герцога Квінсберрі.

## Маркізи Квінсберрі (1810)
- 1810—1837 : Чарльз Дуглас, 6-й маркіз Квінсберрі (березень 1777 — 3 грудня 1837), також 5-й баронет з Келхеда (з 1783), старший син Вільяма Дугласа, 4-го баронета з Келхеда
- 1837—1856 : Джон Дуглас, 7-й маркіз Квінсберрі (1779 — 19 грудня 1856), молодший брат попереднього, другий син Вільяма Дугласа, 4-го баронета з Келхеда
- 1856—1858 : Вільям Арчібальд Дуглас, 8-й маркіз Квінсберрі (18 квітня 1818 — 6 серпня 1858), єдиний син 7-го маркіза
- 1858—1900 : Джон Шолто Дуглас, 9-й маркіз Квінсберрі (20 липня 1844 — 31 січня 1900), старший син 8-го маркіза
- 1900—1920 : Персі Шолто Дуглас, 10-й маркіз Квінсберрі (13 жовтня 1868 — 1 серпня 1920), другий син 9-го маркіза
- 1920—1954 : Келхед Френсіс Арчібальд Дуглас, 11-й маркіз Квінсберрі (17 січня 1896 — 27 квітня 1954), старший син 10-го маркіза
- 1954 — теперішній час: Девід Харрінгтон Ангус Дуглас, 12-й маркіз Квінсберрі (нар. 19 грудня 1929), старший син 11-го маркіза від другого шлюбу
  - Спадкоємець: Шолто Френсіс Гай Дуглас, віконт Драмланріг (нар. 1 червня 1967), старший син 12-го маркіза від другого шлюбу
  - Другий спадкоємець: Лорд Оберон Торквіл Тобіас Дуглас (нар. 1978), молодший син 12-го маркіза.

## Баронети з Келхеда (1668)
- 1668—1708: Сер Джеймс Дуглас, 1-й баронет (19 лютого 1639—1708), син сера Вільяма Дугласа (пом. 1673) і онук Вільяма Дугласа, 1-го графа Квінсберрі
- 1708—1733: Сер Вільям Дуглас, 2-й баронет (бл. 1675 — 10 жовтня 1733), син 1-го баронета
- 1733—1778: Сер Джон Дуглас, 3-й баронет (бл. 1708 — 13 листопада 1778), старший син 2-го баронета
- 1778—1783: Сер Джеймс Дуглас, 4-й баронет (бл. 1730 — 16 травня 1783), старший син 3-го баронета
- 1783—1837: Сер Чарльз Дуглас, 5-й баронет (1777 — 3 грудня 1837), старший син 4-го баронета, з 1810 — 6-й маркіз Квінсберрі.